# 欧出尾扁甲属
欧出尾扁甲属（学名：Europs）是鞘翅目扁甲总科出尾扁甲科的一个属。该属昆虫最明显的特征是触角分为10节，末2节膨大；前胸背板中央光滑，无刻点。